# Fisher (Unternehmen)

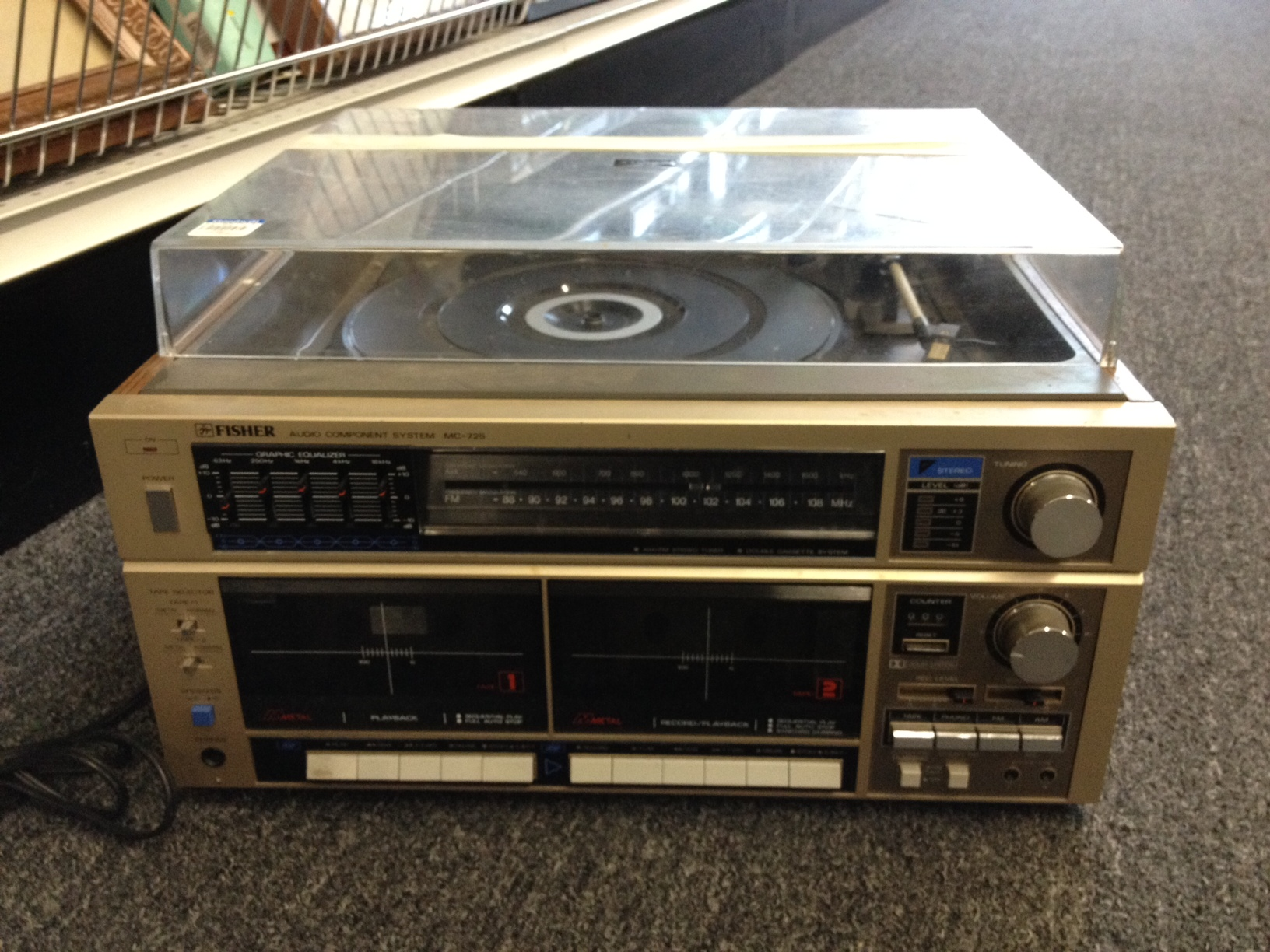
Fisher, Plattenspieler, Tuner und Kassettenabspielgerät

Fisher war ein US-amerikanischer Hersteller von Hi-Fi-Geräten aus New York City und gilt als einer der Wegbereiter des Hi-Fi.

## Geschichte
Das Unternehmen wurde 1945 als Fisher Radio Corporation von Avery Fisher in New York gegründet. Zunächst produzierte man ausschließlich Röhrenverstärker. 1969 verkaufte Avery Fisher seine Firma an die Emerson Electric Company.
In Deutschland übernahm der damalige Plattenspieler-Hersteller Elac ab 1963 den Vertrieb der Fisher Geräte. 1975 wurde die Firma von Sanyo übernommen. Mit der Übernahme endete auch die Produktion in den USA. Aus dem verwendeten Markennamen The Fisher wurde das The gestrichen. Dafür wurden die Geräte jetzt mit zusätzlichen Bezeichnungen wie Studio Standard oder Professional by Fisher versehen.
Nach Gründung der Fisher-Hifi Europa Zentrale 1977 endete die Zusammenarbeit mit Elac.
Die Produktpalette wurde unter Sanyo stückweise um Autoradios, Fernsehgeräte, DVD-Player, mobile Audio-Geräte und Klimaanlagen erweitert. So fanden sich bereits 1981 Radiorekorder und tragbare Kassettenabspielgeräte im Prospekt.
1997/98 erfolgte, mit dem Zusammenschluss der europäischen Vertriebsgesellschaften die Umfirmierung in Sanyo Fisher Vertriebs GmbH mit Sitz in München.
Seit 2010 gehört Fisher zu Panasonic.
Der Markenname Fisher wird in Europa nicht mehr verwendet. In den USA werden noch einige preiswerte Stereosysteme vertrieben.

## Trivia
Obwohl das Unternehmen 1945 gegründet wurde, wirbt die Firma im Katalog von 1962 mit einem 25-jährigen Jubiläum. Im Prospekt von 1977 wird ebenfalls 1937, das Gründungsjahr von Averys erster Firma Philharmonic Radio angegeben und damit der 40. Geburtstag gefeiert.